# Вертлюг (бурове обладнання)

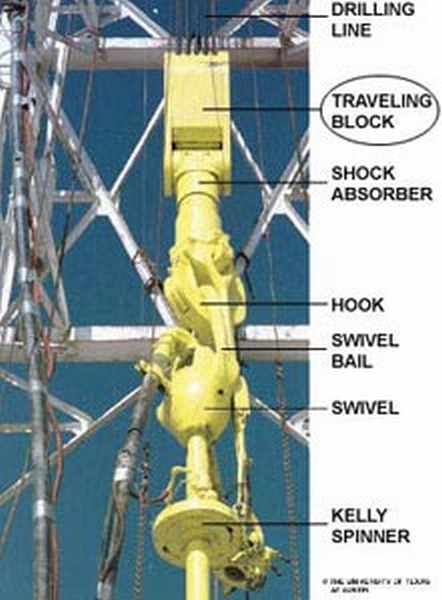
Рис. 1. Swivel — вертлюг

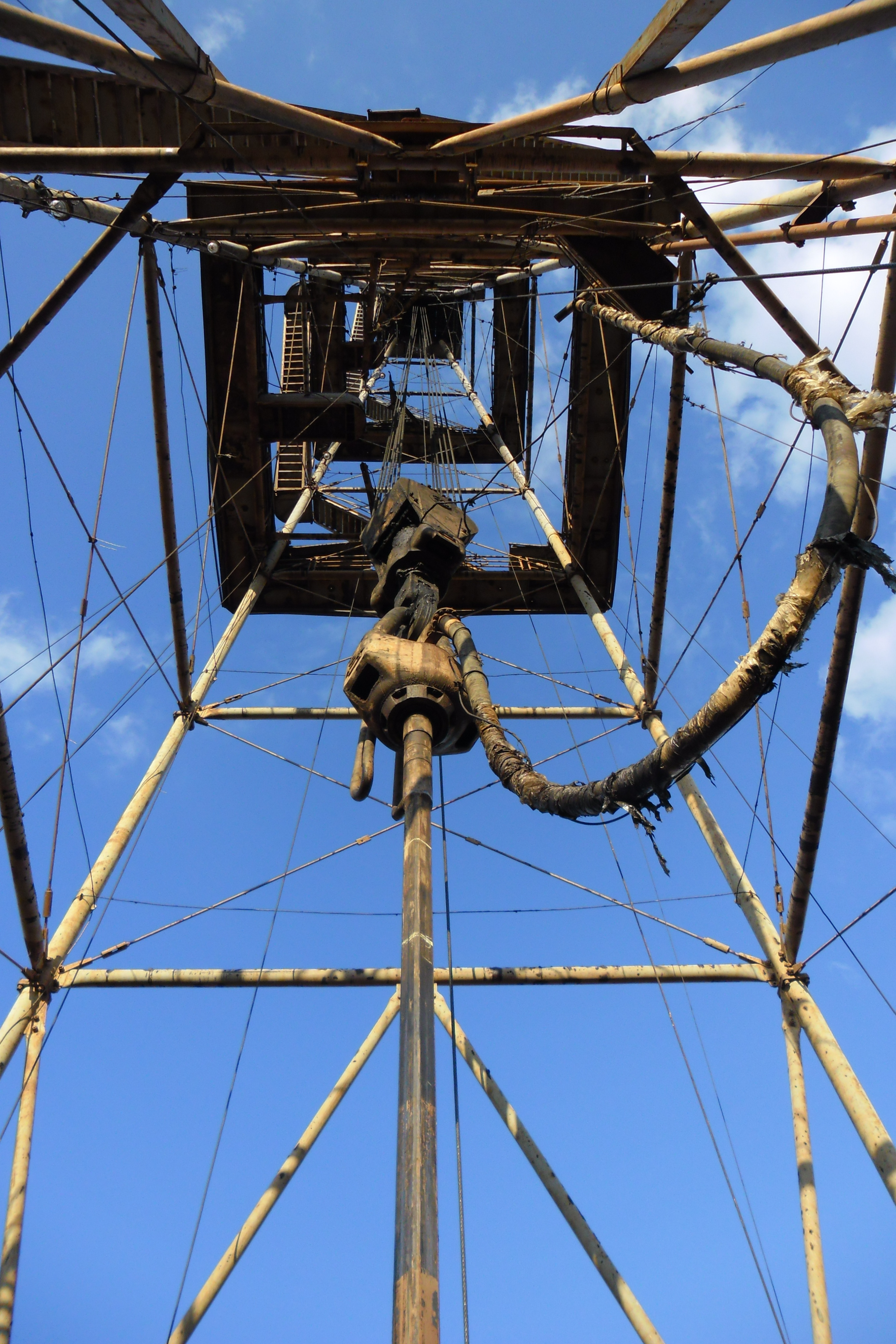
Рис. 2. Вертлюг — вид з робочого майданчика бурової.

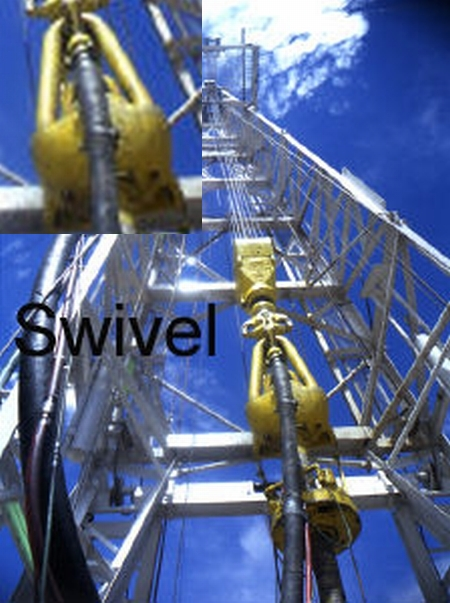
Рис. 3.

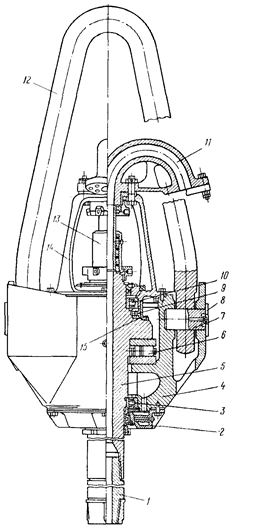
Рис. 4. Вертлюг УВ-250: 1 – перехідник; 2 – нижня кришка вертлюга; 3, 10 – радіальні роликові підшипники; 4 – корпус; 5 – стовбур; 6, 9 – упорні підшипники; 7 – палець; 8 – стопорна планка; 11 – відведення; 12 – строп; 13 – проміжний пристрій; 14 – верхня кришка вертлюга; 15 – стакан стовбура.

Рис. 5. Підвіска вертлюга: 1 – автоматичний елеватор; 2 – петльові стропи; 3 – перехідна скоба; 4 – вісь; 5 – траверса; 6 – рамка; 7 – строп; 8 – хомут; 9 – гайка; 10 – шплінт.

Вертлю́г (рос. вертлюг; англ. swivel, shackle; нім. Drehzapfen; Wirbel; Drehkopf) —
важливий елемент бурової установки, що забезпечує вільне обертання бурильної колони з одночасним підведенням промивної рідини в неї. 

## Загальний опис
Вертлюг встановлюється між талевою системою і буровим інструментом і запобігає скручуванню каната. Також вертлюг підтримує вагу бурильної колони. Вертлюг — деталь талевої системи, що з'єднує талеву систему з колоною труб, забезпечує можливість обертання колони труб, підвішеної на гаку, і прокачування через неї різних рідин під тиском.
Під час спуско-підіймальних операцій вертлюг з ведучою трубою і гнучким шлангом відводиться в шурф та від'єднується від талевого блока. При бурінні вибійними двигунами вертлюг використовується для періодичного провертання бурильної колони з метою запобігання прихватів.

## Різновиди
Вертлюг підводний (рос. подводный вертлюг; англ. marine swivel; нім. Unterwasserdrehkopf) — пристосування, за допомогою якого свердловинний різальний інструмент закріплюється усередині обсадної колони під час бурових робіт на морі; він зафіксований і здатний виконувати свої функції незалежно від хвилювання моря.

## Конструкція і функціонування
У процесі буріння вертлюг підвішується до автоматичного елеватора або до гака талевого механізму і за допомогою гнучкого шланга з'єднується зі стояком напірного трубопроводу бурових насосів. При цьому ведуча труба бурильної колони з'єднується за допомогою різьблення з обертовим стовбуром вертлюга, який має прохідний отвір для промивної рідини. Під час спуско-підіймальних операцій вертлюг з ведучою трубою і гнучким шлангом відводиться в шурф та від'єднується від талевого блоку. При бурінні забійними двигунами вертлюг використовується для періодичного провертання бурильної колони з метою запобігання прихватів.
В процесі експлуатації на вертлюг діють статичні осьові навантаження від ваги бурильної колони і динамічні навантаження, що створюються поздовжніми коливаннями долота і пульсацією промивної рідини. Деталі вертлюга, що контактують з промивною рідиною, піддаються абразивному зношенню. Зносостійкість тертьових деталей вертлюга знижується в результаті нагрівання від тертя.
До вертлюга висуваються такі основні вимоги:
– поперечні габарити не повинні перешкоджати його вільному переміщенню уздовж вишки при нарощуванні бурильної колони і спуско-підіймальних операціях;
– швидкозношувані вузли і деталі повинні бути зручними для швидкої заміни в промислових умовах;
– підвід і розподіл мастила повинні забезпечити ефективне змащення і охолодження тертьових деталей вертлюга;
– пристрій для з'єднання з талевим блоком повинен бути надійним та зручним для швидкого відведення і винесення вертлюга з шурфу.
Вертлюги, які застосовуються в бурінні експлуатаційних і глибоких розвідувальних свердловин, мають спільну конструктивну схему і відрізняються в основному за допустимим осьовим навантаженням.
На рис.  показано будову бурового вертлюга. Корпус 4 вертлюга виготовляється з вуглецевої або низьколегованої сталі і являє собою пустотілий відливок із зовнішніми бічними кишенями для стропа 12, за допомогою якого вертлюг підвішується до гака талевого механізму. Строп має дугоподібну форму і круглий поперечний переріз. Він виготовляється методом вільного кування з легованих сталей марок 40ХН, 38ХГН, 30ХГСА.
На висаджених кінцях стропа розточуються отвори для пальців 7, які з'єднують строп з корпусом вертлюга. 
Пальці встановлюються в горизонтальних розточеннях кишень і корпуса і фіксуються від випадіння та проворотів за допомогою стопорної планки 8, яка входить в торцевий паз пальця і приварюється до корпусу вертлюга. При відведенні ведучої труби в шурф строп вертлюга відхиляється від вертикалі і займає положення, зручне для роз'єднання і з'єднання його з гаком талевого механізму. Кут повороту стропа обмежується стінками кишень корпусу вертлюга і не перевищує 450. Пальці стропа мають мастильні канавки і отвори з різьбленням для пружинних маслянок. Різьба мастильних отворів використовується для загвинчування рим-болтів, за допомогою яких проводиться розпресування пальців вертлюга.
У корпусі вертлюга на упорних і радіальних підшипниках обертається стовбур 5 із перехідником 1 для з'єднання вертлюга з ведучою трубою бурильної колони. Стовбур являє собою сталевий циліндр з центральним прохідним отвором для промивальної рідини і з зовнішнім фланцем для упорних підшипників. Стовбур обертається з частотою бурового ротора і сприймає навантаження, створювані бурильною колоною і промивною рідиною, що нагнітається в свердловину. У порівнянні з іншими несучими вузлами і деталями стовбур вертлюга найбільш навантажений. Це висуває підвищені вимоги до його міцності. Стовбури вертлюгів виготовляють з фасонних поковок, одержуваних методом вільного кування. Завдяки застосуванню таких заготовок знижуються витрати матеріалу та витрати на механічну обробку. Для стовбурів використовують сталі марок 40Х, 40ХН, 38ХГН, які отримують в результаті кування більш досконалу кристалічну структуру і підвищені механічні властивості.
Осьове положення стовбура вертлюга фіксується упорними підшипниками 6 і 9. Основна опора стовбура – підшипник 6, навантажується вагою стовбура і бурильної колони, коли вертлюг за допомогою стропа утримується в підвішеному стані. Допоміжною опорою стовбура є підшипник 9, він навантажується власною вагою корпуса та інших необертових деталей, коли вертлюг спирається на стовбур, а строп вертлюга знаходиться у вільному стані. Це відбувається при установці вертлюга з ведучою трубою в шурф і в процесі буріння свердловини, коли внаслідок недостатньої ваги бурильної колони навантаження на долото доповнюють вагою вертлюга.
У розглянутій конструкції вертлюга в основній опорі стовбура встановлено упорний підшипник з короткими циліндричними роликами. Завдяки укороченій довжині знижується ковзання роликів відносно кілець при обертанні стовбура. Це позитивно впливає на зношення і нагрівання підшипників. Підшипники з конічними і сферичними роликами мають більшу навантажувальну здатністю в порівнянні з підшипниками, що мають короткі циліндричні ролики. Тому в сильно навантажених вертлюгах переважно застосовуються упорні підшипники з конічними або сферичними роликами.
Для центрування роликів відносно стовбура підшипник 6 забезпечений внутрішнім сепаратором. Зовнішній сепаратор фіксує ролики від зсуву під дією відцентрових сил. У менш навантаженій допоміжній опорі використовується кульковий упорний підшипник. Стовбур центрується в корпусі радіальними роликовими підшипниками 3 та 10. Упорні підшипники центруються по кільцю, встановленому на стовбурі. Друге кільце вільне і завдяки цьому самоцентрується відносно тіл кочення підшипника.
Осьове положення стовбура і натяг підшипників 9 і 10 регулюються прокладками між корпусом 4 і кришкою 14 вертлюга. Осьовий натяг нижнього радіального підшипника регулюється установочною втулкою, нагвинченою на стовбур вертлюга, яка зафіксована від відгвинчування стопорними гвинтами. Зовнішнє кільце підшипника утримується пружинним стопором, встановленим в кільцевому пазі корпусу. Для з'єднання вертлюга з ведучою трубою бурильної колони використовується змінний ніпельний перехідник 1, який оберігає різьблення стовбура від зносу і механічних пошкоджень.
У зв'язку з тим що стовбур вертлюга і верхній перехідник ведучої труби мають внутрішні різьби, для їх з'єднання використовується перехідник ніпельної типу. З метою запобігання самовідгвинчування при обертанні долота стовбур вертлюга, перехідники і верхній кінець провідної труби мають ліву різьбу. Нижній перехідник ведучої труби і всі інші з’єднання бурильної колони мають праву різьбу, що збігається з напрямком обертання долота.
Корпус вертлюга закривається верхньою 14 і нижньою 2 кришками з центральними отворами для вивідних кінців стовбура. Кришки кріпляться до корпуса болтами. Верхня кришка забезпечена стійками і другим фланцем, на якому укріплено відведення 11 для з'єднання вертлюга з буровим шлангом. З відведення промивна рідина надходить у прохідний отвір стовбура через проміжний пристрій 13.
Порожнина між корпусом 4 з кришками 14, 2 і стовбуром вертлюга 5 заповнюється рідким мастилом для змащення основного і нижнього радіального підшипників. Стакан 15 стовбура утворює окрему масляну ванну для змащення допоміжного і верхнього радіального підшипників. Мастило заливається через отвір у верхній кришці корпусу. Для зливу відпрацьованого мастила передбачено отвір в нижній кришці корпусу. Рівень мастила перевіряється контрольної пробкою, нагвинченою в корпус вертлюга. Масляні отвори закриваються різьбовими пробками.
З'єднання вертлюга з автоматичним елеватором здійснюється за допомогою пристрою (рис. 5), що складається з петльових стропів 2, перехідної скоби 3 і траверси 5. Траверса надівається на строп 7 вертлюга і з'єднується з перехідною скобою віссю 4, закріпленою гайкою 9 і шплінтом 10. Положення траверси фіксується рамками 6, закріпленими на стропі вертлюга хомутами 8.
Вертлюг підвішується до талевого механізму за допомогою стропів 2, що з'єднують перехідну скобу з автоматичним елеватором 1, встановленим на талевому блоці. Для фіксації стропів від випадіння провушини автоматичного елеватора і перехідної скоби кріпляться болтами. При установці вертлюга в шурф стропи витягують і автоматичний елеватор звільняється для виконання спуско-підіймальних операцій.

## Основні технічні параметри бурових вертлюгів
